# Шовхал-Бердинское сельское поселение
Шовхал-Бердинское се́льское поселе́ние — муниципальное образование в Ножай-Юртовском районе Чечни Российской Федерации.
Административный центр — село Шовхал-Берды.

## История
Статус и границы сельского поселения установлены Законом Чеченской Республики от 20 февраля 2009 года № 11-РЗ «Об образовании муниципального образования Ножай-Юртовский район и муниципальных образований, входящих в его состав, установлении их границ и наделении их соответствующим статусом муниципального района и сельского поселения».

## Население
| 2010  | 2012  | 2013  | 2014  | 2015  | 2016  | 2017  |
| ----- | ----- | ----- | ----- | ----- | ----- | ----- |
| 1301  | ↗1346 | ↗1383 | ↗1416 | ↗1471 | ↗1512 | ↗1551 |
| 2018  | 2019  | 2020  | 2021  | 2023  | 2024  |       |
| ↗1611 | ↗1638 | ↗1682 | ↘1527 | ↗1580 | ↗1621 |       |

## Состав сельского поселения
| № | Населённый пункт | Тип населённого пункта       | Население |
| - | ---------------- | ---------------------------- | --------- |
| 1 | Бешил-Ирзу       | село                         | ↗261      |
| 2 | Девлатби-Хутор   | село                         | ↗200      |
| 3 | Шовхал-Берды     | село, административный центр | ↗840      |